# 明石家さんま特番〜白洲次郎に会いに行く
明石家さんま特番〜白洲次郎に会いに行くは、2006年7月19日深夜11時55分（JST）から翌1時20分まで、TBS系列で放送されたスペシャル番組。製作はアマゾン。

## 概要
白洲次郎の生きる姿に共感した明石家さんまが、白洲にゆかりの人物と対談し、人々の心に残る真の白洲次郎像に迫っていく。
元々は『たけし&さんまの世紀末特別番組・世界超偉人伝説!!』（日本テレビ）で白洲次郎が取り上げられた際、白洲の生き方、考え方にさんまが興味を持ち、白洲に心酔するようになったのがきっかけである。その約10年後、約半年にわたっての取材・対談を重ね、特番として実現したものである。
対談場所は、武相荘、帝国ホテル、軽井沢ゴルフ倶楽部など、白洲にゆかりのある場所で行なわれている。対談場所以外のロケは東京都、兵庫県芦屋市、神戸市、三田市、イギリスケンブリッジ、ノーザンバーランド、バッキンガムシャーなどで行なわれた。

## 出演
- 明石家さんま

### ナレーター
- 江守徹

### 対談
- 辻井喬
- 牧山圭男（牧山桂子の夫で白洲の婿にあたる）
- 牧山龍太（牧山圭男の息子で白洲の孫にあたる）
- 犬丸一郎（元帝国ホテル社長）
- 宮沢喜一

### VTR出演
- 吉川英明（作家。吉川英治の長男）
- 相馬和胤（相馬氏33代当主。軽井沢ゴルフ倶楽部理事長）
- 岡田稔弘（元トヨタ自動車チーフエンジニア。ソアラ企画開発責任者時代、白洲と出会っている）
- 石川洋一郎（武相荘近所の住民。少年時代から白洲と交流があった）
- ジュリアン・ビング（白洲のケンブリッジ大学クレア・カレッジ留学時代からの終生の友、7世ストラッフォード伯爵ロバート・セシル・ビングの次男）
- 高田義久（兵庫県三田市の郷土史研究家。白洲の研究）
- 岡部史信（創価大学助教授　憲法制定史）
- 青柳恵介（古美術評論家。著書に『風の男 白洲次郎』）
- 小林淑希（元鹿島建設。軽井沢ゴルフ倶楽部の改修工事担当時代、白洲と出会っている）

他にも、元家政婦、元軽井沢ゴルフ倶楽部キャディ、行き付けの料理店、ホテルオークラ内の理髪店の人物などが登場している。